# Medalhistas olímpicos do futebol
O futebol é um esporte coletivo disputado em Jogos Olímpicos desde 1900, com o torneio masculino. O feminino foi introduzido em 1996. Estes são os medalhistas olímpicos do esporte:

## Masculino
| Evento                           | Ouro | Prata | Bronze |
| -------------------------------- | --- | --- | --- |
| Paris 1900 (detalhes)            | GBR Grã-Bretanha James Henry Jones Claude Buckenham William Gosling Alfred Chalk Tom Burridge William Quash Arthur Turner Fred Spackman John Nicholas James Zealley Henry Haslam | FRA França Pierre Allemane Louis Bach Alfred Bloch Fernand Canelle René Duparc Eugène Fraysse Virgile Gaillard Georges Garnier René Grandjean Lucien Huteau Marcel Lambert Maurice Macaire Gaston Peltier | BEL Bélgica Albert Delbecque Hendrik van Heuckelum Raul Kelecom Marcel Leboutte Lucien Londot Ernest Moreau de Melen Edmond Neefs Georges Pelgrims Alphonse Renier Emile Spannoghe Eric Thornton |
| St. Louis 1904 (detalhes)        | CAN Canadá George Ducker John Fraser John Gourlay Alexander Hall Albert Johnson Robert Lane Ernest Linton Gordon McDonald Frederick Steep Tom Taylor William Twaits Otto Christman Albert Henderson | USA Estados Unidos Charles Bartliff Warren Brittingham Oscar Brockmeyer Alexander Cudmore Charles January John January Thomas January Raymond Lawler Joseph Lydon Louis Menges Peter Ratican | USA Estados Unidos Joseph Brady George Cooke Thomas Cooke Cormic Cosgrove Edward Dierkes Martin Dooling Frank Frost Claude Jameson Henry Jameson Johnson Leo O'Connell Harry Tate |
| Londres 1908 (detalhes)          | GBR Grã-Bretanha Horace Bailey Arthur Berry Frederick Chapman Walter Corbett Harold Hardman Robert Hawkes Kenneth Hunt Herbert Smith Harold Stapley Clyde Purnell Vivian Woodward | DEN Dinamarca Peter Marius Andersen Harald Bohr Charles Buchwald Ludvig Drescher Johannes Gandil Harald Hansen August Lindgren Kristian Middelboe Nils Middelboe Sophus Nielsen Oskar Nørland Bjørn Rasmussen Vilhelm Wolfhagen | NED Países Baixos Reinier Beeuwkes Frans de Bruyn Kops Karel Heijting Jan Kok Bok de Korver Emil Mundt Louis Otten Jops Reeman Edu Snethlage Ed Sol Jan Thomée Caius Welcker |
| Estocolmo 1912 (detalhes)        | GBR Grã-Bretanha Arthur Berry Ronald Brebner Thomas Burn Joseph Dines Edward Hanney Gordon Hoare Arthur Knight Henry Littlewort Ivan Sharpe Harold Walden Vivian Woodward Douglas McWhirter Harold Stamper Gordon Wright | DEN Dinamarca Paul Berth Charles Buchwald Hjalmar Christoffersen Harald Hansen Sophus Hansen Ivar Lykke Nils Middelboe Sophus Nielsen Anthon Olsen Axel Petersen Vilhelm Wolfhagen Emil Jørgensen Oskar Nørland Poul Nielsen Axel Thufason | NED Países Baixos Nico Bouvy Huug de Groot Bok de Korver Nico de Wolf Constant Feith Just Göbel Dirk Lotsy Caesar ten Cate Jan van Breda Kolff Jan Vos David Wijnveldt Piet Bouman Joop Boutmy Ge Fortgens Jan van der Sluis |
| Antuérpia 1920 (detalhes)        | BEL Bélgica Félix Balyu Désiré Bastin Mathieu Bragard Robert Coppée Jean De Bie André Fierens Emile Hanse Georges Hebdin Louis van Hege Henri Larnoe Joseph Musch Fernand Nisot Armand Swartenbroeks Oscar Verbeeck | ESP Espanha Patricio Arabolaza Mariano Arrate Juan Artola José María Belauste Sabino Bilbao Agustín Eizaguirre Ramón Equiazábal Moncho Gil Domingo Gómez-Acedo Silverio Izaguirre Rafael Moreno Luis Otero Francisco Pagazaurtundúa José Samitier Agustín Sancho Félix Sesúmaga Pedro Vallana Joaquín Vázquez Ricardo Zamora                              | NED Países Baixos Arie Bieshaar Leo Bosschart Evert Bulder Jaap Bulder Harry Dénis Jan van Dort Ber Groosjohan Felix von Heijden Frits Kuipers Dick MacNeill Jan de Natris Oscar van Rappard Henk Steeman Ben Verweij |
| Paris 1924 (detalhes)            | URU Uruguai José Leandro Andrade Pedro Arispe Pedro Cea Alfredo Ghierra Andrés Mazali José Nasazzi José Naya Pedro Petrone Ángel Romano Héctor Scarone Humberto Tomasina Antonio Urdinarán Santos Urdinarán José Vidal Alfredo Zibechi | SUI Suíça Max Abegglen Félix Bédouret Walter Dietrich Karl Ehrenbolger Paul Fässler Edmond Kramer Adolphe Mengotti August Oberhauser Robert Pache Aron Pollitz Hans Pulver Rudolf Ramseyer Adolphe Reymond Paul Schmiedlin Paul Sturzenegger | SWE Suécia Axel Alfredsson Charles Brommesson Gustaf Carlson Albin Dahl Sven Friberg Fritjof Hillén Konrad Hirsch Gunnar Holmberg Per Kaufeldt Tore Keller Putte Kock Sigfrid Lindberg Sven Lindqvist Evert Lundquist Sten Mellgren Sven Rydell Harry Sundberg Thorsten Svensson |
| Amsterdã 1928 (detalhes)         | URU Uruguai José Leandro Andrade Pedro Arispe Juan Arremón René Borjas Antonio Campolo Adhemar Canavesi Héctor Castro Pedro Cea Lorenzo Fernández Roberto Figueroa Álvaro Gestido Andrés Mazali José Nasazzi Pedro Petrone Juan Piriz Héctor Scarone Santos Urdinarán                                                                                              | ARG Argentina Ludovico Bidoglio Ángel Bossio Saúl Calandra Alfredo Carricaberry Roberto Cherro Octavio Díaz Juan Evaristo Manuel Ferreira Enrique Gainzarain Ángel Médici Luis Monti Rodolfo Orlandini Raimundo Orsi Fernando Paternoster Feliciano Perducca Domingo Tarasconi                                                                            | ITA Itália Adolfo Baloncieri Elvio Banchero Delfo Bellini Fulvio Bernardini Umberto Caligaris Giampiero Combi Giovanni De Prà Pietro Genovesi Antonio Janni Virgilio Levratto Mario Magnozzi Silvio Pietroboni Alfredo Pitto Enrico Rivolta Virginio Rosetta Gino Rossetti Angelo Schiavio |
| Berlim 1936 (detalhes)           | ITA Itália Giuseppe Baldo Sergio Bertoni Carlo Biagi Giulio Cappelli Alfredo Foni Annibale Frossi Francesco Gabriotti Ugo Locatelli Libero Marchini Alfonso Negro Achille Piccini Pietro Rava Luigi Scarabello Bruno Venturini | AUT Áustria Franz Fuchsberger Max Hofmeister Eduard Kainberger Karl Kainberger Martin Kargl Josef Kitzmüller Anton Krenn Ernst Künz Adolf Laudon Franz Mandl Klement Steinmetz Karl Wahlmüller Walter Werginz | NOR Noruega Arne Brustad Nils Eriksen Odd Frantzen Sverre Hansen Rolf Holmberg Øivind Holmsen Fredrik Horn Magnar Isaksen Henry Johansen Jørgen Juve Reidar Kvammen Alf Martinsen Magdalon Monsen Frithjof Ulleberg |
| Londres 1948 (detalhes)          | SWE Suécia Torsten Lindberg Kalle Svensson Knut Nordahl Erik Nilsson Birger Rosengren Bertil Nordahl Sune Andersson Kjell Rosen Gunnar Gren Gunnar Nordahl Henry Carlsson Nils Liedholm Barje Leander | YUG Iugoslávia Franjo Sostaric Miroslav Brozovic Branko Stanković Zlatko Cajkovski Miodrag Jovanović Aleksandar Atanaskovic Prvoslav Mihajlovic Rajko Mitić Franjo Wölfl Stjepan Bobek Zeljko Cajkovski Kosta Tomasevic Ljubomir Lovric Zvonko Cimermancic Bernard Vukas                                                                                  | DEN Dinamarca John Hansen Karl Aage Hansen Ivan Jensen Viggo Jensen Knud Lundberg Eigil Nielsen Knud Børge Overgaard Axel Pilmark Johannes Pløger Carl Aage Præst Holger Seebach Jørgen Leschly Sørensen Dion Ørnvold |
| Helsinque 1952 (detalhes)        | HUN Hungria Gyula Grosics Jenő Dálnoki Mihály Lantos Imre Kovács Gyula Lóránt József Bozsik László Budai Sándor Kocsis Nándor Hidegkuti Ferenc Puskás Zoltán Czibor Jenő Buzánszky József Zakariás Lajos Csordás Péter Palotás | YUG Iugoslávia Vladimir Beara Branko Stanković Tomislav Crnkovic Zlatko Čajkovski Ivan Horvat Vujadin Boškov Tihomir Ognjanov Rajko Mitić Bernard Vukas Stjepan Bobek Branko Zebec | SWE Suécia Kalle Svensson Lennart Samuelsson Erik Nilsson Holger Hansson Bengt Gustavsson Gösta Lindh Sylve Bengtsson Gösta Löfgren Ingvar Rydell Yngve Brodd Gösta Sandberg Olle Åhlund |
| Melbourne 1956 (detalhes)        | URS União Soviética Lev Yashin Nikolai Tishchenko Mikhail Ogonkov Aleksei Paramonov Anatoli Bashashkin Igor Netto Boris Tatushin Anatoli Isayev Eduard Streltsov Valentin Ivanov Vladimir Ryzhkin Boris Kuznetsov Yozhef Betsa Sergei Salnikov Boris Razinsky Anatoli Maslyonkin Anatoli Ilyin Nikita Simonyan                                                     | YUG Iugoslávia Petar Radenković Mladen Koščak Nikola Radović Ivan Šantek Ljubiša Spajić Dobroslav Krstić Dragoslav Šekularac Zlatko Papec Sava Antić Todor Veselinović Muhamed Mujić Blagoje Vidinić Ibrahim Biogradlić Luka Liposinović | BUL Bulgária Stefan Bozhkov Georgi Naydenov Kiril Rakarov Manol Manolov Nikola Kovachev Panayot Panayotov Ivan Kolev Krum Yanev Gavril Stoyanov Todor Diev Yordan Yosifov Georgi Dimitrov Milcho Goranov Dimitar Milanov |
| Roma 1960 (detalhes)             | YUG Iugoslávia Andrija Anković Vladimir Durković Milan Galić Fahrudin Jusufi Tomislav Knez Borivoje Kostić Aleksandar Kozlina Dušan Maravić Željko Matuš Željko Perušić Novak Roganović Velimir Sombolac Milutin Šoškić Silvester Takač Blagoje Vidinić Ante Zanetić                                                                                               | DEN Dinamarca Poul Andersen John Danielsen Henning Enoksen Henry From Bent Hansen Poul Jensen Hans Christian Nielsen Harald Nielsen Flemming Nielsen Poul Pedersen Jørn Sørensen Tommy Troelsen | HUN Hungria Flórian Albert Jenő Dálnoki Zoltán Dudás János Dunai Lajos Faragó János Göröcs Ferenc Kovács Dezső Novák Pál Orosz László Pál Tibor Pál Gyula Rákosi Imre Sátori Ernő Solymosi Gábor Török Pál Várhidi Oszkár Vilezsál |
| Tóquio 1964 (detalhes)           | HUN Hungria Ferenc Bene Tibor Csernai János Farkas József Gelei Kálmán Ihász Sándor Katona Imre Komora Ferenc Nógrádi Dezső Novák Árpád Orbán Károly Palotai Antal Szentmihályi Gusztáv Szepesi Zoltán Varga | TCH Checoslováquia Jan Brumovský Ludovít Cvetler Ján Geleta František Knebort Karel Knesl Karel Lichtnégl Vojtech Masný Štefan Matlák Ivan Mráz Karel Nepomucký Zdeněk Pičman František Schmucker Anton Švajlen Anton Urban František Valošek Josef Vojta Vladimír Weiss                                                                                  | EUA Equipe Alemã Unida Gerd Backhaus Wolfgang Barthels Bernd Bauchspieß Gerhard Körner Otto Fräßdorf Henning Frenzel Dieter Engelhardt Herbert Pankau Manfred Geisler Jürgen Heinsch Klaus Lisiewicz Jürgen Nöldner Peter Rock Klaus-Dieter Seehaus Hermann Stöcker Werner Unger Klaus Urbanczyk Eberhard Vogel Manfred Walter Horst Weigang |
| Cidade do México 1968 (detalhes) | HUN Hungria István Básti Antal Dunai Lajos Dunai Ernő Noskó Dezső Novák Károly Fatér László Fazekas István Juhász László Keglovich Lajos Kocsis Iván Menczel László Nagy Miklós Páncsics István Sárközi Lajos Szűcs Zoltán Szarka Miklós Szalai Gábor Sárközi | BUL Bulgária Stoyan Yordanov Atanas Gerov Georgi Hristakiev Milko Gaydarski Kiril Ivkov Ivaylo Georgiev Tsvetan Dimitrov Evgeni Yanchovski Petar Zhekov Atanas Mihaylov Asparuh Nikodimov Kiril Stankov Georgi Ivanov Todor Krastev Yancho Dimitrov Ivan Zafirov Mihail Gyonin Georgi Vasilev                                                             | JPN Japão Kenzo Yokoyama Hiroshi Katayama Masakatsu Miyamoto Yoshitada Yamaguchi Mitsuo Kamata Ryozo Suzuki Kiyoshi Tomizawa Takaji Mori Aritatsu Ogi Eizo Yuguchi Shigeo Yaegashi Teruki Miyamoto Masashi Watanabe Yasuyuki Kuwahara Kunishige Kamamoto Ikuo Matsumoto Ryuichi Sugiyama Masahiro Hamazaki |
| Munique 1972 (detalhes)          | POL Polônia Hubert Kostka Zbigniew Gut Jerzy Gorgoń Zygmunt Anczok Lesław Ćmikiewicz Zygmunt Maszczyk Jerzy Kraska Kazimierz Deyna Zygfryd Szołtysik Włodzimierz Lubański Robert Gadocha Ryszard Szymczak Antoni Szymanowski Joachim Marx Grzegorz Lato Marian Ostafiński Kazimierz Kmiecik                                                                        | HUN Hungria István Géczi Péter Vépi Miklós Páncsics Péter Juhász Lajos Szűcs Mihály Kozma Antal Dunai Lajos Kű Béla Váradi Ede Dunai László Bálint Lajos Kocsis Kálmán Tóth László Branikovics József Kovács Csaba Vidáts Ádám Rothermel | URS União Soviética Oleg Blokhin Murtaz Khurtsilava Yuri Istomin Volodymyr Kaplychnyi Viktor Kolotov Evgeny Lovchev Sergei Olshansky Yevhen Rudakov Viacheslav Semenov Gennady Yevriuzhikin Oganes Zanazanyan Andrei Yakubik Arkady Andreasyan Revaz Dzodzuashvili Yozhef Sabo Yuri Yeliseyev Vladimir Onishchenko Anatoliy Kuksov Vladimir Pilguy GDR Alemanha Oriental Jürgen Croy Manfred Zapf Konrad Weise Bernd Bransch Jürgen Pommerenke Jürgen Sparwasser Hans-Jürgen Kreische Joachim Streich Wolfgang Seguin Peter Ducke Frank Ganzera Lothar Kurbjuweit Eberhard Vogel Harald Irmscher Ralf Schulenberg Reinhard Häfner Siegmar Watzlich |
| Montreal 1976 (detalhes)         | GDR Alemanha Oriental Hans-Ulrich Grapenthin Wilfried Gröbner Jürgen Croy Gerd Weber Hans-Jürgen Dörner Konrad Weise Lothar Kurbjuweit Reinhard Lauck Gerd Heidler Reinhard Häfner Hans-Jürgen Riediger Bernd Bransch Martin Hoffmann Gerd Kische Wolfram Löwe Hartmut Schade Dieter Riedel                                                                        | POL Polônia Jan Tomaszewski Piotr Mowlik Antoni Szymanowski Jerzy Gorgoń Wojciech Rudy Władysław Żmuda Zygmunt Maszczyk Grzegorz Lato Henryk Wawrowski Henryk Kasperczak Roman Ogaza Kazimierz Kmiecik Kazimierz Deyna Andrzej Szarmach Henryk Wieczorek Lesław Ćmikiewicz Jan Benigier                                                                   | URS União Soviética Vladimir Astapovsky Anatoliy Konkov Viktor Matvienko Mykhailo Fomenko Stefan Reshko Vladimir Troshkin David Kipiani Vladimir Onishchenko Viktor Kolotov Volodymyr Veremeyev Oleg Blokhin Leonid Buryak Vladimir Fyodorov Aleksandr Minayev Viktor Zvyahintsev Leonid Nazarenko Aleksandr Prokhorov |
| Moscou 1980 (detalhes)           | TCH Checoslováquia Stanislav Seman Luděk Macela Josef Mazura Libor Radimec Zdeněk Rygel Petr Němec Ladislav Vízek Jan Berger Jindřich Svoboda Luboš Pokluda Werner Lička Rostislav Václavíček Jaroslav Netolička Oldřich Rott František Štambacher František Kunzo                                                                                                 | GDR Alemanha Oriental Bodo Rudwaleit Arthur Ullrich Lothar Hause Frank Uhlig Frank Baum Rudiger Schnuphase Frank Terletzki Wolfgang Steinbach Jürgen Bähringer Werner Peter Dieter Kühn Norbert Trieloff Matthias Müller Matthias Liebers Bernd Jakubowski Wolf-Rüdiger Netz                                                                              | URS União Soviética Rinat Dasayev Tengiz Sulakvelidze Aleksandr Chivadze Vagiz Khidiyatullin Oleg Romantsev Sergey Shavlo Sergey Andreyev Volodymyr Bezsonov Yuri Gavrilov Fyodor Cherenkov Valery Gazzaev Vladimir Pilguy Sergej Baltacha Sergei Nikulin Khoren Oganesian Aleksandr Prokopenko |
| Los Angeles 1984 (detalhes)      | FRA França William Ayache Michel Bensoussan Michel Bibard Dominique Bijotat François Brisson Patrick Cubaynes Patrice Garande Philippe Jeannol Guy Lacombe Jean-Claude Lemoult Jean Philippe Rohr Albert Rust Didier Senac Jean-Christophe Thouvenel José Touré Daniel Xuereb Jean Louis Zanon                                                                     | BRA Brasil Pinga David Silva Milton Cruz Luís Henrique Dias André Luiz Ferreira Mauro Galvão Antonio José Gil João Leithardt Neto Gilmar Popoca Silvinho Gilmar Ademir Paulo Santos Ronaldo Silva Dunga Francisco Vidal Luiz Carlos Winck | YUG Iugoslávia Mirsad Baljić Mehmed Baždarević Vlado Capljić Borislav Cvetković Stjepan Deverić Milko Djurovski Marko Elsner Nenad Gracan Tomislav Ivković Srečko Katanec Branko Miljus Mitar Mrkela Jovica Nikolić Ivan Pudar Ljubomir Radanović Admir Smajić Dragan Stojković |
| Seul 1988 (detalhes)             | URS União Soviética Dmitri Kharine Gela Ketashvili Igor Sklyarov Oleksiy Cherednyk Arvydas Janonis Vadym Tyshchenko Yevgeni Kuznetsov Igor Ponomaryov Aleksandr Borodyuk Igor Dobrovolski Vladimir Liuty Evgeni Jarovenko Sergei Fokin Vladimir Tatarchuk Alexei Mikhailichenko Aleksei Prudnikov Viktor Losev Sergei Gorlukovich Yuri Savichev Arminas Narbekovas | BRA Brasil Cláudio Taffarel José Carlos Araújo Jorginho Luís Carlos Winck André Cruz João Batista Ricardo Gomes Ademir Mazinho Valdo Filho Edmar Bernardes dos Santos Andrade Careca Milton de Souza Filho Geovani Silva Neto Sérgio Luís Donizetti Bebeto Aloísio Romário                                                                                | FRG Alemanha Ocidental Oliver Reck Michael Schulz Armin Görtz Wolfgang Funkel Thomas Hörster Olaf Janßen Rudolf Bommer Holger Fach Jürgen Klinsmann Wolfram Wuttke Frank Mill Uwe Kamps Roland Grahammer Thomas Häßler Christian Schreier Fritz Walter Ralf Sievers Gerhard Kleppinger Karlheinz Riedle Gunnar Sauer |
| Barcelona 1992 (detalhes)        | ESP Espanha José Emilio Amavisca Rafael Berges Santiago Cañizares Abelardo Albert Ferrer Josep Guardiola Miguel Hernández Sánchez Antonio Jimenez Sistachs Mikel Lasa Juan Manuel López Javier Manjarín Luis Enrique Kiko Narváez Alfonso Pérez Muñoz Antonio Pinilla Francisco Soler Atencia Gabriel Vidal Roberto Solozábal David Villabona Francisco Veza       | POL Polônia Dariusz Adamczuk Marek Bajor Jerzy Brzęczek Marek Koźmiński Dariusz Gęsior Marcin Jałocha Tomasz Łapiński Tomasz Wałdoch Aleksander Kłak Andrzej Kobylański Ryszard Staniek Wojciech Kowalczyk Andrzej Juskowiak Grzegorz Mielcarski Piotr Świerczewski Mirosław Walogóra Dariusz Kosela Arkadiusz Onyszko Dariusz Szubert Tomasz Wieszczycki | GHA Gana Joachin Yaw Acheampong Simon Addo Sammi Adjei Maxwell Konadu Mamood Amadu Isaac Asare Frank Amankwah Nii Lamptey Bernard Aryee Kwame Ayew Mohammed Gargo Mohammed Kalilu Ibrahim Dossey Samuel Osei Kuffour Samuel Kumah Anthony Mensah Alex Nyarko Yaw Preko Shamo Quaye Oli Rahman |
| Atlanta 1996 (detalhes)          | NGR Nigéria Daniel Amokachi Emmanuel Amunike Tijani Babangida Celestine Babayaro Emmanuel Babayaro Teslim Fatusi Victor Ikpeba Dosu Joseph Nwankwo Kanu Garba Lawal Abiodon Obafemi Kingsley Obiekwu Uche Okechukwu Jay-Jay Okocha Sunday Oliseh Mobi Oparaku Wilson Oruma Taribo West                                                                             | ARG Argentina Matias Almeyda Roberto Ayala Christian Bassedas Carlos Bossio Pablo Cavallero José Chamot Hernán Crespo Marcelo Delgado Marcelo Gallardo Claudio López Gustavo Adrián López Hugo Morales Ariel Ortega Pablo Paz Hector Pineda Roberto Sensini Diego Simeone Javier Zanetti                                                                  | BRA Brasil Dida Zé María Aldair Ronaldo Flávio Conceição Roberto Carlos Bebeto Amaral Juninho Rivaldo Sávio Danrlei Narciso dos Santos André Luiz Zé Elias Marcelinho Paulista Luizão Ronaldo Guiaro |
| Sydney 2000 (detalhes)           | CMR Camarões Samuel Eto'o Serge Mimpo Clement Beaud Aaron Nguimbat Joel Epalle Modeste Mbami Patrice Abanda Nicolas Alnoudji Daniel Bekono Serge Branco Lauren Carlos Kameni Patrick Mboma Albert Meyong Daniel Ngom Kome Geremi Njitap Patrick Suffo Pierre Wome                                                                                                  | ESP Espanha David Albelda Iván Amaya Miguel Ángel Angulo Daniel Aranzubia Joan Capdevila Jordi Ferrón Gabri Xavier Hernández Jesus María Lacruz Albert Luque Carlos Marchena Felip Ortiz Carles Puyol José Mari Ismael Ruiz Raúl Tamudo Antonio Velamazán Unai Vergara                                                                                    | CHI Chile Pedro Reyes Nelson Tapia Iván Zamorano Javier di Gregorio Cristián Álvarez Francisco Arrué Pablo Contreras Sebastián González David Henríquez Manuel Ibarra Claudio Maldonado Reinaldo Navia Rodrigo Núñez Rafael Olarra Patricio Ormazábal David Pizarro Rodrigo Tello Mauricio Rojas |
| Atenas 2004 (detalhes)           | ARG Argentina German Lux Wilfredo Caballero Roberto Ayala Fabricio Coloccini Gabriel Heinze Clemente Rodriguez Leandro Fernández Javier Mascherano Kily González Andres D'Alessandro Luis González Nicolás Medina Cesar Delgado Carlos Tévez Mauro Rosales Javier Saviola Mariano González Luciano Figueroa                                                        | PAR Paraguai Rodrigo Romero Emilio Martínez Julio Manzur Carlos Gamarra José Devaca Celso Esquivel Pablo Gimenez Edgar Barreto Fredy Barreiro Diego Figueredo Aureliano Torres Pedro Benitez Julio César Enciso Julio Valentín González Ernesto Cristaldo Osvaldo Díaz José Cardozo Diego Barreto                                                         | ITA Itália Ivan Pelizzoli Marco Amelia Emiliano Moretti Matteo Ferrari Andrea Barzagli Cesare Bovo Giorgio Chiellini Daniele Bonera Giampiero Pinzi Angelo Palombo Andrea Pirlo Daniele De Rossi Marco Donadel Alberto Gilardino Simone Del Nero Giuseppe Sculli Andrea Gasbarroni Giandomenico Mesto |
| Pequim 2008 (detalhes)           | ARG Argentina Oscar Ustari Ezequiel Garay Luciano Fabián Monzón Pablo Zabaleta Fernando Gago Federico Fazio José Ernesto Sosa Éver Banega Ezequiel Lavezzi Juan Román Riquelme Ángel Di María Nicolás Pareja Lautaro Acosta Javier Mascherano Lionel Messi Sergio Agüero Diego Buonanotte Sergio Romero                                                            | NGR Nigéria Ambruse Vanzekin Chibuzor Okonkwo Onyekachi Apam Dele Adeleye Monday James Chinedu Obasi Sani Kaita Victor Nsofor Obinna Promise Isaac Solomon Okoronkwo Oluwafemi Ajilore Olubayo Adefemi Peter Odemwingie Efe Ambrose Victor Anichebe Emmanuel Ekpo Ikechukwu Ezenwa Oladapo Olufemi                                                        | BRA Brasil Diego Alves Renan Rafinha Alex Silva Thiago Silva Marcelo Ilsinho Breno Hernanes Anderson Lucas Ronaldinho Ramires Diego Thiago Neves Alexandre Pato Rafael Sóbis Jô |
| Londres 2012 (detalhes)          | MEX México José de Jesús Corona Israel Jiménez Carlos Salcido Hiram Mier Dárvin Chávez Héctor Herrera Javier Cortés Marco Fabián Oribe Peralta Giovani dos Santos Javier Aquino Raúl Jiménez Diego Reyes Jorge Enríquez Néstor Vidrio Miguel Ángel Ponce Néstor Araujo José Antonio Rodríguez                                                                      | BRA Brasil Gabriel Rafael Thiago Silva Juan Jesus Sandro Marcelo Lucas Rômulo Leandro Damião Oscar Neymar Hulk Bruno Uvini Danilo Alex Sandro Ganso Alexandre Pato Neto | KOR Coreia do Sul Jung Sung-Ryong Oh Jae-Seok Yun Suk-Young Kim Young-Gwon Kim Kee-Hee Ki Sung-Yueng Kim Bo-Kyung Baek Sung-Dong Ji Dong-Won Park Chu-Young Nam Tae-Hee Hwang Seok-Ho Koo Ja-Cheol Kim Chang-Soo Park Jong-Woo Jung Woo-Young Kim Hyun-Sung Lee Beom-Young |
| Rio 2016 (detalhes)              | BRA Brasil Weverton Uilson Douglas Santos Luan Garcia Marquinhos Rodrigo Caio William Zeca Felipe Anderson Rafinha Renato Augusto Rodrigo Dourado Thiago Maia Walace Gabriel Gabriel Jesus Luan Neymar | GER Alemanha Jannik Huth Timo Horn Jeremy Toljan Lukas Klostermann Matthias Ginter Niklas Süle Philipp Max Robert Bauer Grischa Prömel Julian Brandt Lars Bender Leon Goretzka Max Christiansen Max Meyer Serge Gnabry Sven Bender Davie Selke Nils Petersen                                                                                              | NGR Nigéria Daniel Akpeyi Emmanuel Daniel Kingsley Madu Ndifreke Udo Saturday Erimuya Seth Muenfuh Sincere Stanley Amuzie William Troost-Ekong Azubuike Okechukwu John Obi Mikel Mohammed Usman Saliu Popoola Shehu Abdullahi Aminu Umar Imoh Ezekiel Junior Ajayi Oghenekaro Etebo Umar Sadiq |
| Tóquio 2020 (detalhes)           | BRA Brasil Santos Gabriel Menino Diego Carlos Ricardo Graça Douglas Luiz Guilherme Arana Paulinho Bruno Guimarães Matheus Cunha Richarlison Antony Brenno Daniel Alves Bruno Fuchs Nino Abner Malcom Matheus Henrique Reinier Claudinho Gabriel Martinelli Lucão                                                                                                   | ESP Espanha Unai Simón Óscar Mingueza Marc Cucurella Pau Torres Jesús Vallejo Martín Zubimendi Marco Asensio Mikel Merino Rafa Mir Dani Ceballos Mikel Oyarzabal Eric García Álvaro Fernández Carlos Soler Jon Moncayola Pedri González Javi Puado Óscar Gil Dani Olmo Juan Miranda Bryan Gil Iván Villar                                                 | MEX México Luis Malagón Jorge Sánchez César Montes Jesús Alberto Angulo Johan Vásquez Vladimir Loroña Luis Romo Carlos Rodríguez Henry Martín Diego Lainez Alexis Vega Adrián Mora Guillermo Ochoa Érick Aguirre Uriel Antuna José Joaquín Esquivel Sebastián Córdova Eduardo Aguirre Ricardo Angulo Fernando Beltrán Roberto Alvarado Sebastián Jurado |
| Paris 2024 (detalhes)            | ESP Espanha Arnau Tenas Marc Pubill Juan Miranda Eric García Pau Cubarsí Pablo Barrios Diego López Beñat Turrientes Abel Ruiz Alex Baena Fermín López Jon Pacheco Joan García Aimar Oroz Miguel Gutiérrez Adrián Bernabé Sergio Gómez Samu Omorodion Cristhian Mosquera Juanlu Sánchez Sergio Camello Alejandro Iturbe                                             | FRA França Obed Nkambadio Castello Lukeba Adrien Truffert Loïc Badé Kiliann Sildillia Manu Koné Michael Olise Maghnes Akliouche Arnaud Kalimuendo Alexandre Lacazette Désiré Doué Enzo Millot Joris Chotard Jean-Philippe Mateta Bradley Locko Guillaume Restes Soungoutou Magassa Rayan Cherki Chrislain Matsima Andy Diouf Johann Lepenant              | MAR Marrocos Munir Mohamedi Achraf Hakimi Akram Nakach Mehdi Boukamir Adil Tahif Benjamin Bouchouari Eliesse Ben Seghir Bilal El Khannous Soufiane Rahimi Ilias Akhomach Zakaria El Ouahdi Rachid Ghanimi Yassine Kechta Oussama Targhalline El Mehdi Maouhoub Abde Ezzalzouli Oussama El Azzouzi Amir Richardson Haytam Manaout |

## Feminino
| Evento                  | Ouro | Prata | Bronze |
| ----------------------- | --- | --- | --- |
| Atlanta 1996 (detalhes) | USA Estados Unidos Mary Harvey Cindy Parlow Carla Overbeck Tiffany Roberts Brandi Chastain Staci Wilson Shannon MacMillan Mia Hamm Michelle Akers-Stahl Julie Foudy Carin Gabarra Kristine Lilly Joy Fawcett Tisha Venturini Tiffeny Milbrett Briana Scurry                                                                                  | CHN China Zhong Honglian Wang Liping Fan Yunjie Yu Hongqi Xie Huilin Zhao Lihong Wei Haiying Shui Qingxia Sun Wen Liu Ailing Sun Qingmei Wen Lirong Liu Ying Chen Yufeng Shi Guihong Gao Hong | NOR Noruega Bente Nordby Agnete Carlsen Gro Espeseth Nina Nymark Andersen Merete Myklebust Hege Riise Anne Nymark Andersen Heidi Støre Marianne Pettersen Linda Medalen Brit Sandaune Kjersti Thun Tina Svensson Tone Haugen Trine Tangeraas Ann-Kristin Aarønes Tone Gunn Frustøl Reidun Seth Ingrid Sternhoff                      |
| Sydney 2000 (detalhes)  | NOR Noruega Gro Espeseth Bente Nordby Marianne Pettersen Hege Riise Kristin Bekkevold Ragnhild Gulbrandsen Solveig Gulbrandsen Margunn Haugenes Ingeborg Hovland Christine Bøe Jensen Silje Jørgensen Monica Knudsen Gøril Kringen Unni Lehn Dagny Mellgren Anita Rapp Brit Sandaune Bente Kvitland                                          | USA Estados Unidos Brandi Chastain Joy Fawcett Julie Foudy Mia Hamm Kristine Lilly Tiffeny Milbrett Carla Overbeck Cindy Parlow Briana Scurry Lorrie Fair Michelle French Shannon MacMillan Siri Mullinix Christie Pearce Nikki Serlenga Danielle Slaton Kate Sobrero Sara Whalen                                                                            | GER Alemanha Ariane Hingst Melanie Hoffmann Steffi Jones Renate Lingor Maren Meinert Sandra Minnert Claudia Mueller Birgit Prinz Silke Rottenberg Kerstin Stegemann Bettina Wiegmann Tina Wunderlich Nicole Brandebusemeyer Nadine Angerer Doris Fitschen Jeannette Goette Stefanie Gottschlich Inka Grings                          |
| Atenas 2004 (detalhes)  | USA Estados Unidos Briana Scurry Heather Mitts Christie Rampone Cat Reddick Lindsay Tarpley Brandi Chastain Shannon Boxx Angela Hucles Mia Hamm Aly Wagner Julie Foudy Cindy Parlow Kristine Lilly Joy Fawcett Kate Markgraf Abby Wambach Heather O'Reilly Kristin Luckenbill                                                                | BRA Brasil Andréia Maravilha Mônica Tânia Juliana Daniela Rosana Renata Costa Aline Formiga Elaine Maycon Pretinha Marta Cristiane Roseli Kelly Cristina Grazielle | GER Alemanha Silke Rottenberg Kerstin Stegeman Kerstin Garefrekes Steffi Jones Sarah Guenther Viola Odebrecht Pia Wunderlich Petra Wimbersky Birgit Prinz Renate Lingor Martina Müller Navina Omilade Sandra Minnert Isabell Bachor Sonja Fuss Conny Pohlers Ariane Hingst Nadine Angerer                                            |
| Pequim 2008 (detalhes)  | USA Estados Unidos Hope Solo Heather Mitts Christie Rampone Rachel Buehler Lindsay Tarpley Natasha Kai Shannon Boxx Amy Rodriguez Heather O'Reilly Aly Wagner Carli Lloyd Lauren Cheney Tobin Heath Stephanie Cox Kate Markgraf Angela Hucles Lori Chalupny Nicole Barnhart                                                                  | BRA Brasil Andréia Simone Andréia Rosa Tânia Renata Costa Maycon Daniela Formiga Ester Marta Cristiane Bárbara Francielle Pretinha Fabiana Érika Maurine Rosana | GER Alemanha Nadine Angerer Kerstin Stegemann Saskia Bartusiak Babett Peter Annike Krahn Linda Bresonik Melanie Behringer Sandra Smisek Birgit Prinz Renate Lingor Anja Mittag Ursula Holl Célia Okoyino da Mbabi Simone Laudehr Fatmire Bajramaj Conny Pohlers Ariane Hingst Kerstin Garefrekes                                     |
| Londres 2012 (detalhes) | USA Estados Unidos Hope Solo Heather Mitts Christie Rampone Becky Sauerbrunn Kelley O'Hara Amy LePeilbet Shannon Boxx Amy Rodriguez Heather O'Reilly Carli Lloyd Sydney Leroux Lauren Cheney Alex Morgan Abby Wambach Megan Rapinoe Rachel Buehler Tobin Heath Nicole Barnhart                                                               | JPN Japão Miho Fukumoto Yukari Kinga Azusa Iwashimizu Saki Kumagai Aya Sameshima Mizuho Sakaguchi Kozue Ando Aya Miyama Nahomi Kawasumi Homare Sawa Shinobu Ohno Kyoko Yano Karina Maruyama Asuna Tanaka Megumi Takase Mana Iwabuchi Yūki Ōgimi Ayumi Kaihori                                                                                                | CAN Canadá Karina LeBlanc Chelsea Stewart Carmelina Moscato Robyn Gayle Kaylyn Kyle Rhian Wilkinson Diana Matheson Candace Chapman Lauren Sesselmann Desiree Scott Christine Sinclair Sophie Schmidt Melissa Tancredi Kelly Parker Jonelle Filigno Brittany Timko Erin McLeod Marie-Eve Nault                                        |
| Rio 2016 (detalhes)     | GER Alemanha Almuth Schult Josephine Henning Saskia Bartusiak Leonie Maier Annike Krahn Simone Laudehr Melanie Behringer Lena Goeßling Alexandra Popp Dzsenifer Marozsán Anja Mittag Tabea Kemme Sara Däbritz Babett Peter Mandy Islacker Melanie Leupolz Isabel Kerschowski Laura Benkarth                                                  | SWE Suécia Hedvig Lindahl Jonna Andersson Linda Sembrant Emma Berglund Nilla Fischer Magdalena Ericsson Lisa Dahlkvist Lotta Schelin Kosovare Asllani Sofia Jakobsson Stina Blackstenius Olivia Schough Fridolina Rolfö Emilia Appelqvist Jessica Samuelsson Elin Rubensson Caroline Seger Hilda Carlén                                                      | CAN Canadá Stephanie Labbé Allysha Chapman Kadeisha Buchanan Shelina Zadorsky Quinn Deanne Rose Rhian Wilkinson Diana Matheson Josée Bélanger Ashley Lawrence Desiree Scott Christine Sinclair Sophie Schmidt Melissa Tancredi Nichelle Prince Janine Beckie Jessie Fleming Sabrina D'Angelo                                         |
| Tóquio 2020 (detalhes)  | CAN Canadá Stephanie Labbé Allysha Chapman Kadeisha Buchanan Shelina Zadorsky Quinn Deanne Rose Julia Grosso Jayde Riviere Adriana Leon Ashley Lawrence Desiree Scott Christine Sinclair Évelyne Viens Vanessa Gilles Nichelle Prince Janine Beckie Jessie Fleming Kailen Sheridan Jordyn Huitema Sophie Schmidt Gabrielle Carle Erin McLeod | SWE Suécia Hedvig Lindahl Jonna Andersson Emma Kullberg Hanna Glas Hanna Bennison Magdalena Eriksson Madelen Janogy Lina Hurtig Kosovare Asllani Sofia Jakobsson Stina Blackstenius Jennifer Falk Amanda Ilestedt Nathalie Björn Olivia Schough Filippa Angeldahl Caroline Seger Fridolina Rolfö Anna Anvegård Julia Roddar Rebecka Blomqvist Zećira Mušović | USA Estados Unidos Alyssa Naeher Crystal Dunn Sam Mewis Becky Sauerbrunn Kelley O'Hara Kristie Mewis Tobin Heath Julie Ertz Lindsey Horan Carli Lloyd Christen Press Tierna Davidson Alex Morgan Emily Sonnett Megan Rapinoe Rose Lavelle Abby Dahlkemper Adrianna Franch Catarina Macario Casey Krueger Lynn Williams Jane Campbell |
| Paris 2024 (detalhes)   | USA Estados Unidos Alyssa Naeher Emily Fox Korbin Albert Naomi Girma Trinity Rodman Casey Krueger Crystal Dunn Lynn Williams Mallory Swanson Lindsey Horan Sophia Smith Tierna Davidson Jenna Nighswonger Emily Sonnett Jaedyn Shaw Rose Lavelle Sam Coffey Casey Murphy Croix Bethune Emily Sams                                            | BRA Brasil Lorena Antônia Tarciane Rafaelle Duda Sampaio Tamires Kerolin Vitória Yaya Adriana Marta Jheniffer Tainá Yasmim Ludmila Thaís Gabi Nunes Ana Vitória Gabi Portilho Priscila Angelina Lauren Luciana | GER Alemanha Merle Frohms Sarai Linder Kathrin Hendrich Bibiane Schulze Marina Hegering Janina Minge Lea Schüller Sydney Lohmann Sjoeke Nüsken Laura Freigang Alexandra Popp Ann-Katrin Berger Sara Doorsoun Elisa Senß Giulia Gwinn Jule Brand Klara Bühl Vivien Endemann Felicitas Rauch Nicole Anyomi                             |